# 佐世保市立日宇小学校
佐世保市立日宇小学校（させぼしりつ ひうしょうがっこう）は、長崎県佐世保市日宇町にある公立の小学校。

## 概要
歴史
1874年（明治7年）創立の「日宇小学校」を前身とする。現校名になったのは学制改革が行われた1947年（昭和22年）。2014年（平成26年）に創立140周年を迎えた。
校区
住所表記で佐世保市の後に「日宇町（一部）、大和町（元一組・元二組）、白岳町（一部）」が続く地域。中学校区は佐世保市立日宇中学校。
校章
上に「日」下に「宇」の文字を図案化したものを置き、「中」の文字を囲んだものとなっている。
校歌
作詞は中島英治、作曲は紙恭輔による。歌詞は3番まであり、歌詞中に校名の「日宇」は登場しない。

## 沿革
- 1874年（明治7年）5月 - 旧庄屋跡を校舎に改築し、「日宇小学校」に改称。初代校長・訓導（教諭）に森本儀太郎が就任。児童数約20名。
- 1880年（明治13年）- 木造2階建て校舎が完成。
- 1885年（明治18年）- 「早岐学区公立中等日宇小学校」に改称。
- 1887年（明治20年）4月 - 小学校令の施行により、尋常科（修業年限4年）を設置の上、「尋常日宇小学校」に改称。
- 1889年（明治22年）4月1日 - 町村制の施行により東彼杵郡日宇村立の小学校となる。尋常科を修了した児童を対象とした補習科を併置。
- 1892年（明治25年）- 「日宇尋常小学校」に改称（「尋常」の位置が変更となる）。
- 1899年（明治32年）5月 - 校舎がせまく、設備が不十分であったため、日宇村里免の辻の高地に校舎を新築。
- 1901年（明治34年）4月 - 補習科を廃止の上、高等科を併置。これにより「日宇尋常高等小学校」に改称（尋常科4年・高等科4年）。
- 1904年（明治37年）- 2教室増築。
- 1905年（明治38年）4月 - 児童数の増加により、教室不足に陥る。
- 1908年（明治41年）4月 - 小学校令の改正により、義務教育年限（尋常科の修業年限）が4年から6年に延長される（尋常科6年・高等科2年）。
  - 高等科1年を尋常科5年、高等科2年を尋常科6年、高等科3年を高等科1年、高等科4年を高等科2年に振り替える。
  - 収容児童数の増加により、既存の校舎では間に合わず、白岳神社の境内を借用し教場とする。
- 1909年（明治42年）6月 - 校舎1棟（4教室）を増築。体操場を拡張。
- 1911年（明治44年）- 児童の増加により二部授業を余儀なくされる。
- 1915年（大正4年）3月 - 校地を拡張。校舎1棟（4教室）を増築し、二部授業を解消。
- 1918年（大正7年）3月 - 木造2階建て12教室が完成。
- 1923年（大正12年）- 児童の増加により、再び尋常科1・2年において午前・午後の二部授業を実施。
- 1924年（大正13年）9月 - 福石尋常小学校の新設により、福石・大野（山澄近隣）・木風・崎辺（天神近隣）の児童が転出。
- 1927年（昭和2年）4月1日 - 日宇村が佐世保市に合併したため、佐世保市立の小学校となる。手工科を設置。
- 1936年（昭和11年）5月 - コンクリート防火壁2階建て4教室を増築。
- 1939年（昭和14年）4月 - 校区改定により東浜町の尋常科児童が福石尋常小学校に転出。
- 1940年（昭和15年）- 日宇町181番地に木造新校舎が完成し、移転を完了。
- 1941年（昭和16年）4月1日 - 国民学校令により、「佐世保市日宇国民学校」に改称。尋常科を初等科に改める（初等科6年・高等科2年）。
- 1943年（昭和18年）4月1日 - 大和国民学校の新設により、高等科を分離。初等科のみ32学級となる。
- 1944年（昭和19年）- 運動場を整備。
- 1945年（昭和20年）4月 - 大和町三組の児童が福石国民学校に転出。
- 1947年（昭和22年）4月1日 - 学制改革（六・三制の実施）が行われ、「佐世保市立日宇小学校」（現校名）となる。後援会が保護者会に改組される。
- 1948年（昭和23年）- 保護者会がPTAに改組される。
- 1951年（昭和26年）- 東浜町の児童がすべて佐世保市立福石小学校に転出。
- 1953年（昭和28年）4月1日 - 黒髪地区の人口増加により佐世保市立黒髪小学校を分離。
- 1979年（昭和54年）1月 - 鉄筋コンクリート造の管理棟が完成。

## 交通アクセス
最寄りの鉄道駅
- JR九州 佐世保線「日宇駅」

最寄りの幹線道路
- 国道35号　「日宇駅前」交番

## 周辺
- 山祇神社
- 佐世保市立日宇中学校
- 佐世保警察署日宇交番
- 日宇郵便局

## 参考資料
- 「佐世保市史 教育篇」（佐世保市）p. 640 - p. 643